# کنیون کریک (واشینگتن)
کنیون کریک (به انگلیسی: Canyon Creek) یک منطقهٔ مسکونی در ایالات متحده آمریکا است که در شهرستان اسنوهومیش، واشینگتن واقع شده‌است. کنیون کریک ۱۵٫۲ کیلومتر مربع مساحت و ۳٬۲۰۰ نفر جمعیت دارد.